# Autoridade Provisória da Coalizão
Autoridade Provisória da Coalizão (em inglês:  Coalition Provisional Authority (CPA); em árabe: سلطة الائتلاف الموحدة ) foi estabelecida como um governo de transição após a invasão do Iraque pelos Estados Unidos, pelo Reino Unido e pela coalizão internacional que foi formada para depor Saddam Hussein em 2003. Sua sede estava na Zona Verde de Bagdá.
Administrou o país entre 21 de abril de 2003 a 28 de junho de 2004, data da sua dissolução e sua substituição pelo governo interino iraquiano. Seu primeiro líder foi Jay Garner. Este último seria substituído dentro de poucas semanas por Paul Bremer, que assumiu a liderança da Autoridade até o final das últimas atividades.

## Estrutura do CPA
O CPA foi dividido em quatro regiões geográficas. A CPA Norte estava sediada na cidade de Erbil, no norte do Iraque, a CPA Central em Bagdá no antigo Palácio Republicano de Saddam, a CPA Central Sul na cidade iraquiana de Al Hillah perto das ruínas de Babilônia e a CPA Sul na cidade de Basra, no sul do Iraque. Cada região operava de forma semi-autônoma e todas as quatro tinham os mesmos objetivos comuns para a reconstrução do país. Ao longo da existência do CPA, a situação de segurança e os níveis de agitação civil em todo o país variaram por região, e essas variações se refletiram nos diferentes níveis de sucesso do programa nas divisões do CPA.

### Organizações não governamentais e instituições de caridade privadas e o CPA

#### Papel do Conselho Internacional de Aconselhamento e Monitoramento (IAMB)
A resolução 1 483 das Nações Unidas transferiu a autoridade para autorizar despesas das receitas do petróleo do Iraque das Nações Unidas para a Autoridade Provisória da Coalizão - sob certas condições, incluindo:
- Os gastos foram feitos de forma aberta e transparente;
- As despesas foram submetidas à supervisão de um painel de especialistas em finanças internacionais, o IAMB;
- As decisões de gastos deveriam ser feitas com contribuições iraquianas significativas.

O Conselho Consultivo e de Monitoramento Internacional consistia em especialistas financeiros seniores das Nações Unidas, do Fundo Monetário Internacional, do Banco Mundial e do Fundo Árabe para o Desenvolvimento Social e Econômico.
A IAMB tinha sérias preocupações com a falta de transparência do CPA e de controles financeiros adequados, que nunca foram resolvidas. O IAMB ainda existe e está desempenhando um papel nas investigações sobre a gestão financeira do CPA.

### O Conselho de Revisão do Programa do CPA
O Conselho de Revisão do Programa (PRB) era um conselho de onze membros composto por dez funcionários da CPA e um membro do Conselho de Governo do Iraque. O presidente do conselho também era o conselheiro sênior da CPA para o Ministério das Finanças iraquiano.
Era responsabilidade do conselho revisar e fazer recomendações ao administrador do CPA sobre quais contratos deveriam ser concedidos. Para garantir a transparência, todas as principais discussões sobre os prós e os contras dos programas em consideração deveriam ser tornadas públicas. O administrador do CPA deveria tomar decisões sobre a adjudicação de contratos somente após receber uma recomendação deste comitê.
As notas sobre o controle interno da auditoria da KPMG sobre as despesas de DFI foram particularmente críticas ao fato de a manutenção de registros do PRB não cumprir a obrigação de transparência da CPA. Em particular:
- Realizaram-se reuniões sem registo de presenças.
- Realizaram-se reuniões em que as deliberações foram tomadas na ausência de quóruns.
- O Comitê de Revisão do Programa nunca registrou as moções para aprovar despesas, quem as apoiou ou quais membros eram a favor ou contra essas moções.
- Nas 43 reuniões realizadas em 2003, o único membro iraquiano do conselho compareceu a apenas duas reuniões.
- As atas não continham detalhes suficientes para os leitores entenderem por que os programas foram aprovados.
- As decisões de programa que haviam sido apresentadas foram posteriormente aprovadas informalmente fora das reuniões, sem registro da fundamentação da decisão.
- O presidente do conselho se recusou a certificar a exatidão da contabilidade do conselho.